# تیریون لنیستر
تیریون لنیستر (به انگلیسی: Tyrion Lannister) (شناخته‌شده با نام‌های «جن» و «کوتوله») یک شخصیت داستانی در رمان ترانه یخ و آتش اثر جرج آر. آر. مارتین است. در سریال بازی تاج‌وتخت نقش وی توسط پیتر دینکلیج ایفا شده‌است و سه جایزه امی و یک گلدن گلوب برای وی در پی داشته‌است.
او که پسر تایوین لنیستر است و مادرش در هنگام به دنیا آوردنش از دنیا رفته‌است، در بین خانواده‌ش (البته برادرش جیمی او را خیلی دوست دارد) محبوب نیست و به‌عنوان یک طردشده با سایر کسانی که به آن‌ها ظلم شده، ابراز همدردی می‌کند و در نسخه تلویزیونی داستان، به جان اسنو می‌گوید که «تمام کوتوله‌ها از نظر پدرش نامشروع هستند».